# Placetron
Placetron is een geslacht van kreeftachtigen uit de klasse van de Malacostraca (hogere kreeftachtigen).

## Soort
- Placetron wosnessenskii Schalfeew, 1892